# Амира ат-Тавиль
Амира бинт Айдан бинт Найеф ат-Тавиль аль-Отаиби (араб. اميرة بنت عيدان بن نايف الطويل العصيمي العتيبي‎; род. 6 ноября 1983, Эр-Рияд) — саудовская принцесса и филантроп. Более известна как Принцесса Амира ат-Тавиль (англ. Princess Ameera al-Taweel) в англоязычных СМИ. Вице-председатель благотворительного фонда «Alwaleed Philanthropies», член попечительского совета в катарской социальной организации «Silatech».

## Ранняя биография
Родилась 6 ноября 1983 года в Эр-Рияде, столице Саудовской Аравии.
Отец — Айдан бен Найеф ат-Тавиль аль-Отаиби.
Воспитывали будущую принцессу её разведённая мать и бабушка с дедушкой в Эр-Рияде.

## Личная жизнь
В возрасте 18 лет встретила принца Аль-Валида ибн Талаля, племянника тогдашнего короля Саудовской Аравии Фахда, когда она брала интервью для школьной газеты. Принц старше Амиры на 28 лет. Спустя 9 месяцев после знакомства принц и Амира сыграли свадьбу, в ноябре 2013 года они были разведены. 

## Образование
С отличием окончила Университет Нью-Хейвена со степенью в области делового администрирования.

## Гуманитарная деятельность
В качестве вице-председателя и главы исполкома «Alwaleed bin Talal Foundation» в Саудовской Аравии и «Alwaleed bin Talal Foundation — Global» (ныне известного под названием «Alwaleed Philanthropies»), председателя «Time Entertainment» принцесса Амира занимается решением широкого спектра гуманитарных проблем как в Саудовской Аравии, так и во всём мире. Фонд является международной некоммерческой организацией, занимающейся поддержкой программ и проектов, направленных на борьбу с проблемами нищеты, ликвидацию последствий стихийных бедствий, межконфессиональный диалог и расширение прав женщин.
В качестве председателя «Kingdom Holding Company» путешествует от имени фондов «Alwaleed bin Talal Foundation» в попытке лучше понять наиболее острые проблемы, стоящие перед миром. Посетила более 70 стран мира, её миссии направлены также на улучшение образа саудовской женщины.
Открыла «Alwaleed Bin Talal Village Orphanage» в Буркина-Фасо, во время своего путешествия в Пакистан она занималась обеспечением помощи жертвам наводнения в стране и поддержкой образования. Вместе с принцем Филиппом, герцогом Эдинбургским, также официально открыла Центр исламских исследований принца Аль-Валида ибн Таляля при Кембриджском университете, где приняла от принца Филиппа награду за выдающуюся благотворительную деятельность. Впоследствии возглавила миссию по оказанию помощи в Сомали, где она и её бывший муж, принц Аль-Валид ибн Талал, курировали распределение средств фонда.
Публично выступала в ряде американских СМИ в поддержку предоставления права женщинам управлять автомобилем в Саудовской Аравии, а также более широкого расширения прав и возможностей в саудовском обществе. Амира принимала участие в специальной сессии «Голоса перемен на Ближнем Востоке и в Северной Африке», организованной в 2011 году Фондом Клинтона, где она обсуждала свои взгляды на процессы в этом регионе с бывшим президентом США Биллом Клинтоном.